# Thymelicus lineola
Thymelicus lineola é uma espécie de insetos lepidópteros, mais especificamente de borboletas pertencente à família Hesperiidae.
A autoridade científica da espécie é Ochsenheimer, tendo sido descrita no ano de 1808.

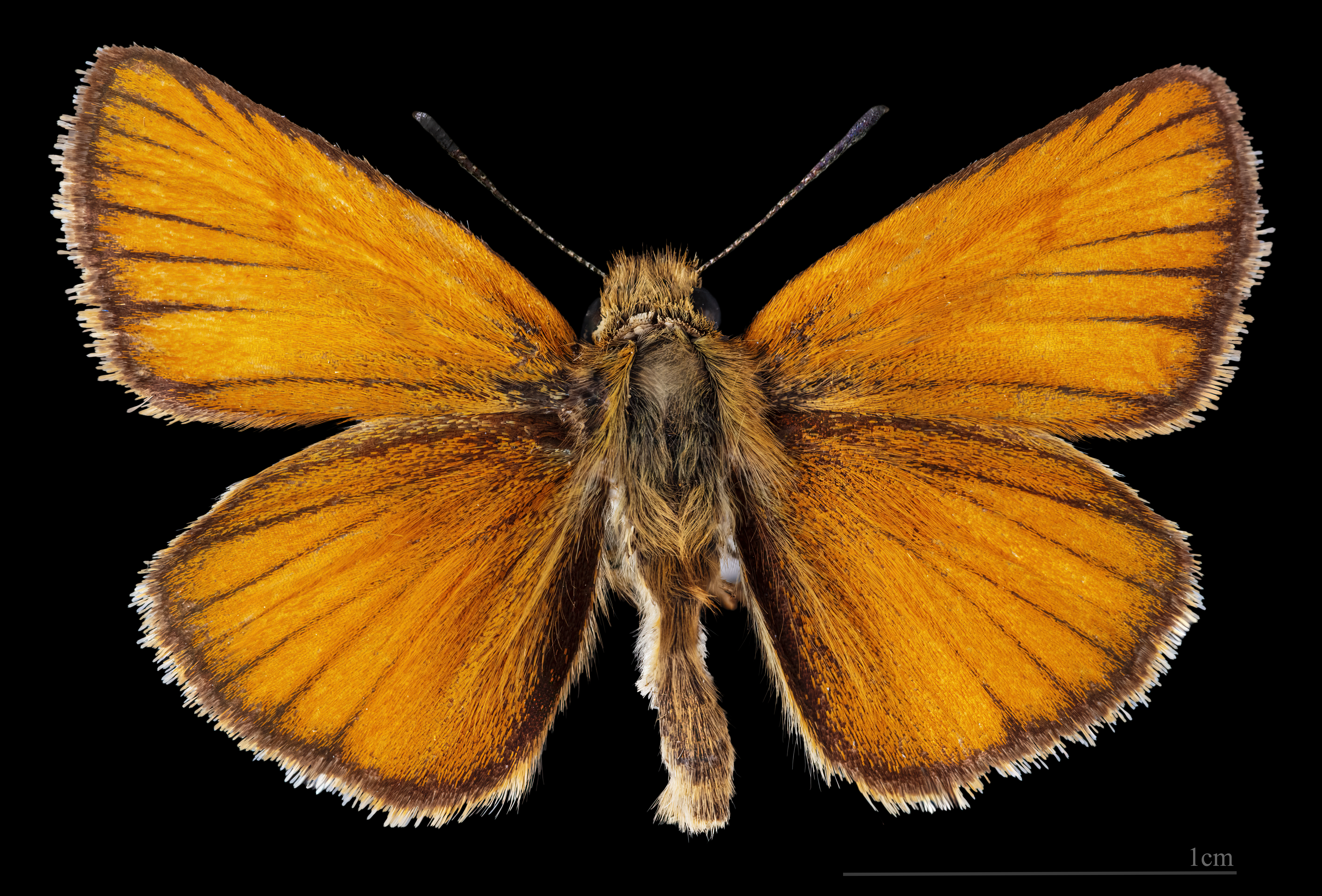
Thymelicus lineola ♂
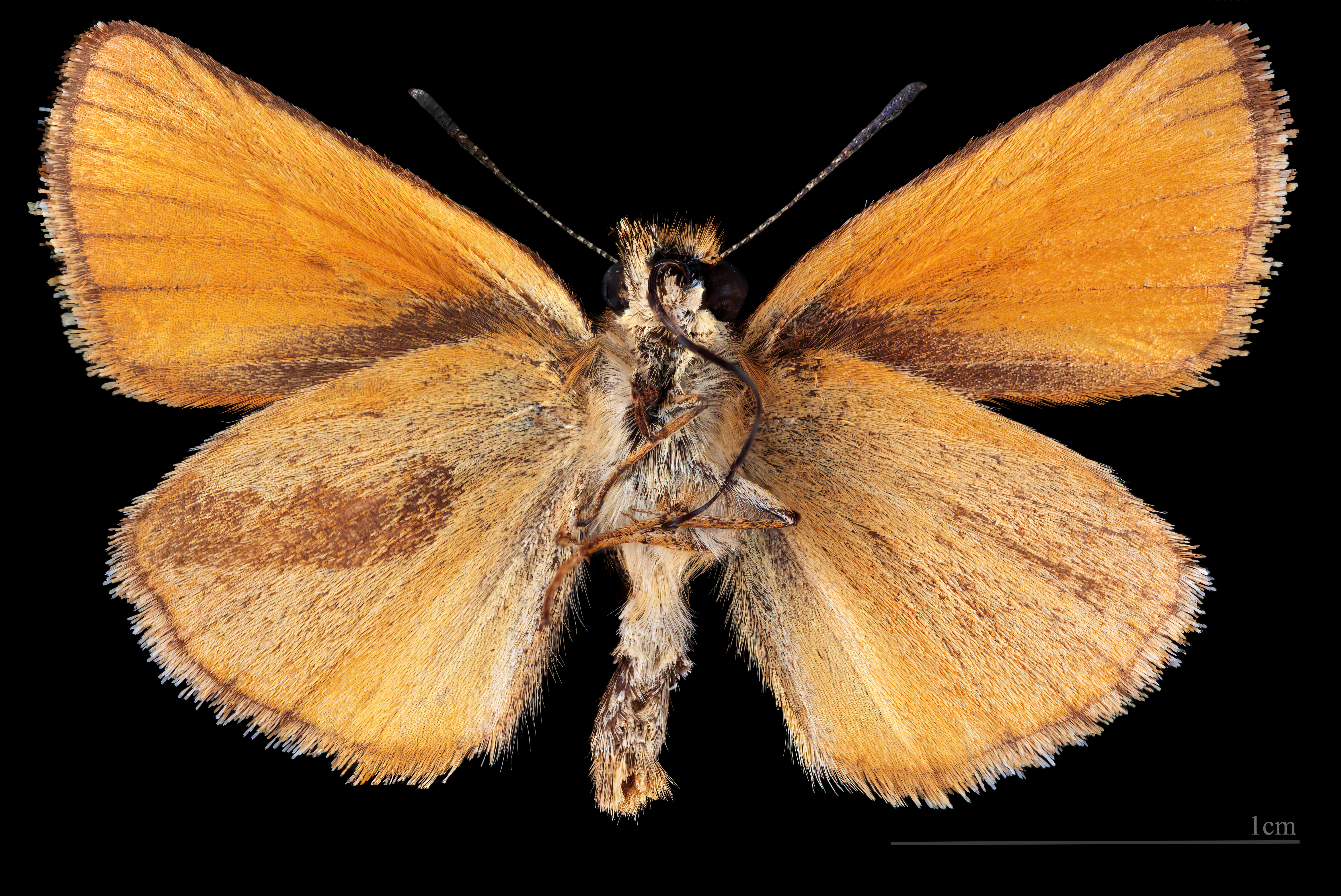
♂ △
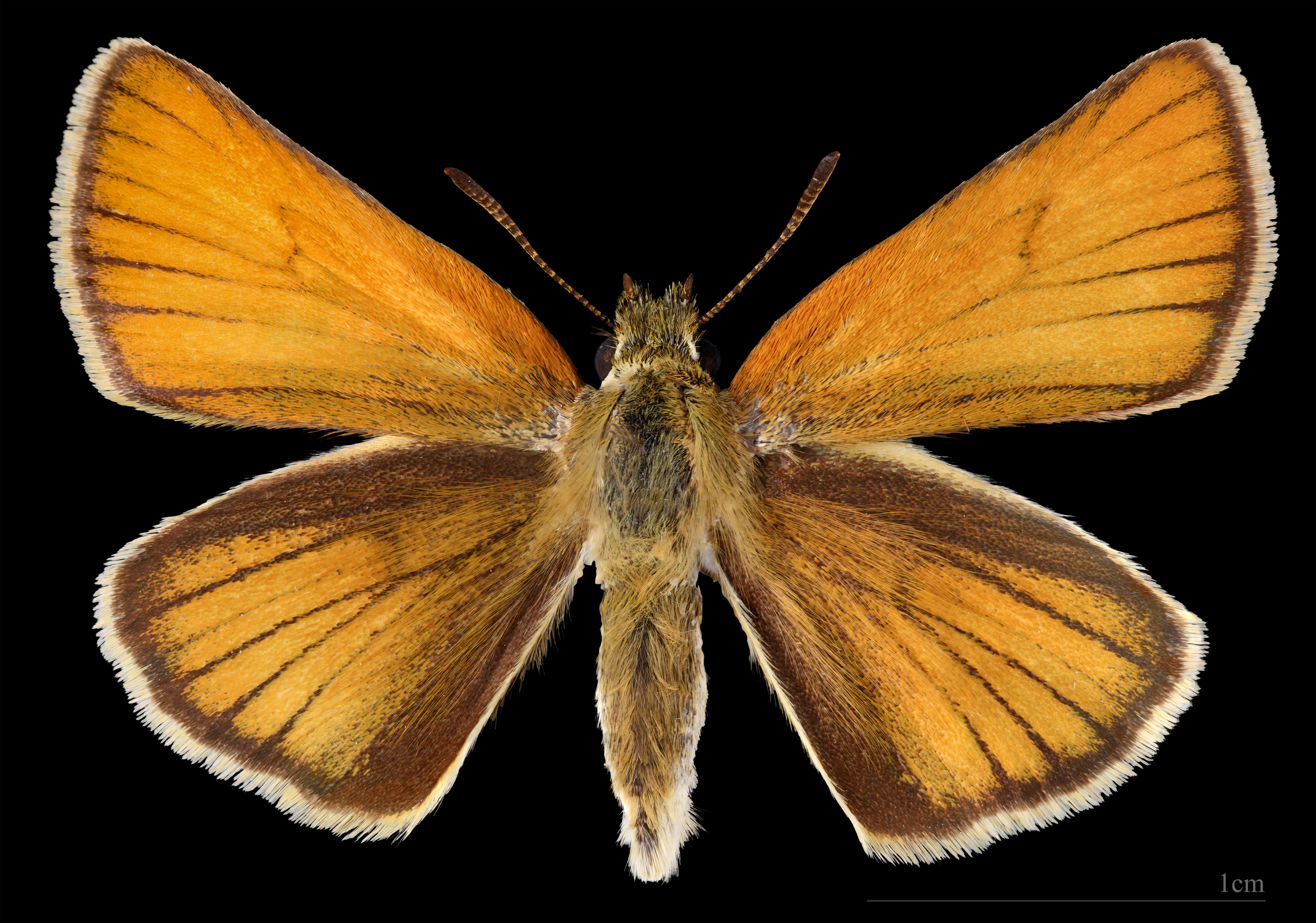
♀
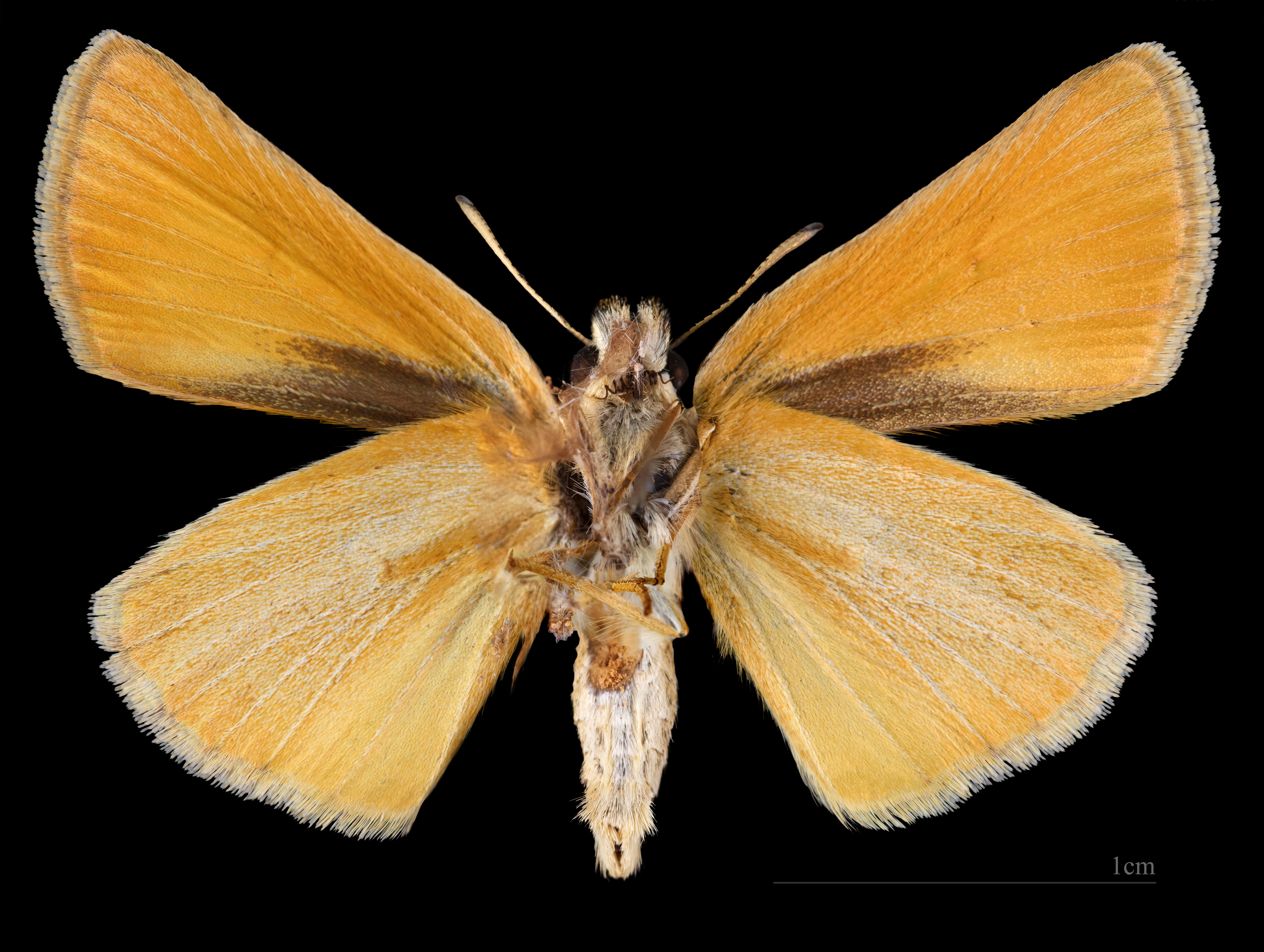
♀ △

Trata-se de uma espécie presente no território português.